# Kuraman
Kuraman más néven Keraman (régi nevén Mompracem) apró maláj sziget a Dél-kínai-tengeren, Bruneitől északra, amely jogilag Malájziához, azon belül Labuan szövetségi területhez tartozik. Területe alig 1,5 km². Kumaram arról híres, hogy Emilio Salgari olasz író ezt a szigetet tette meg Sandokan c. művének helyszínéül. Salgari természetesen a Mompracem nevet használja, amely így ivódott bele a köztudatba.
A sziget éghajlata kellemes, két látogatott strand is van rajta. Bár közúti hálózata nincs, de a földutakat karban tartják, ezért sétákra kitűnően alkalmasak még a sziget belsejét borító őserdőkben is. Az elmúlt években nagy viharok megnövelték a szigeten az eróziót. A szigetre csak hajóval lehet eljutni, repülőgépeket csak bizonyos esetekben engednek leszállni Kuramanon.
A szigetet Mompracem-ként a 16. században említik a Borneóról készült térképek. Az angolok 1897-ben világítótornyot emeltek Kuramanon, amely ma a sziget legmagasabb pontja. A második világháborúban a japánok foglalták el, s közelében két holland hadihajót is elsüllyesztettek, amelyek roncsai ma is a környező vizekben nyugszanak. 1945-ben a szigetet ausztrál csapatok hódították vissza.
A sziget ritkán lakott. Lakosai nagy része fülöp-szigeteki származású, akik illegális bevándorlókként érkeztek, de malájnak hazudják olykor magukat. Hivatalosan a sziget lakatlannak minősül. Ezen bevándorlóknak saját falujuk van, ahol főleg turizmusból élnek.
2004-ben bruneiek is szándékoztak megtelepedni a szigeten, s kivenni a részüket a turizmus adta üzleti lehetőségekből. Különböző jogi aggályok miatt ez mégsem vált nekik lehetővé. Brunei ráadásul néha magának követeli a szigetet Malájziától. Valószínűleg brunei-i hatásra merült fel a gondolat, hogy a szigetnek saját önkormányzattal bíró közigazgatási egységgé kellene szerveződnie.